# MDmot

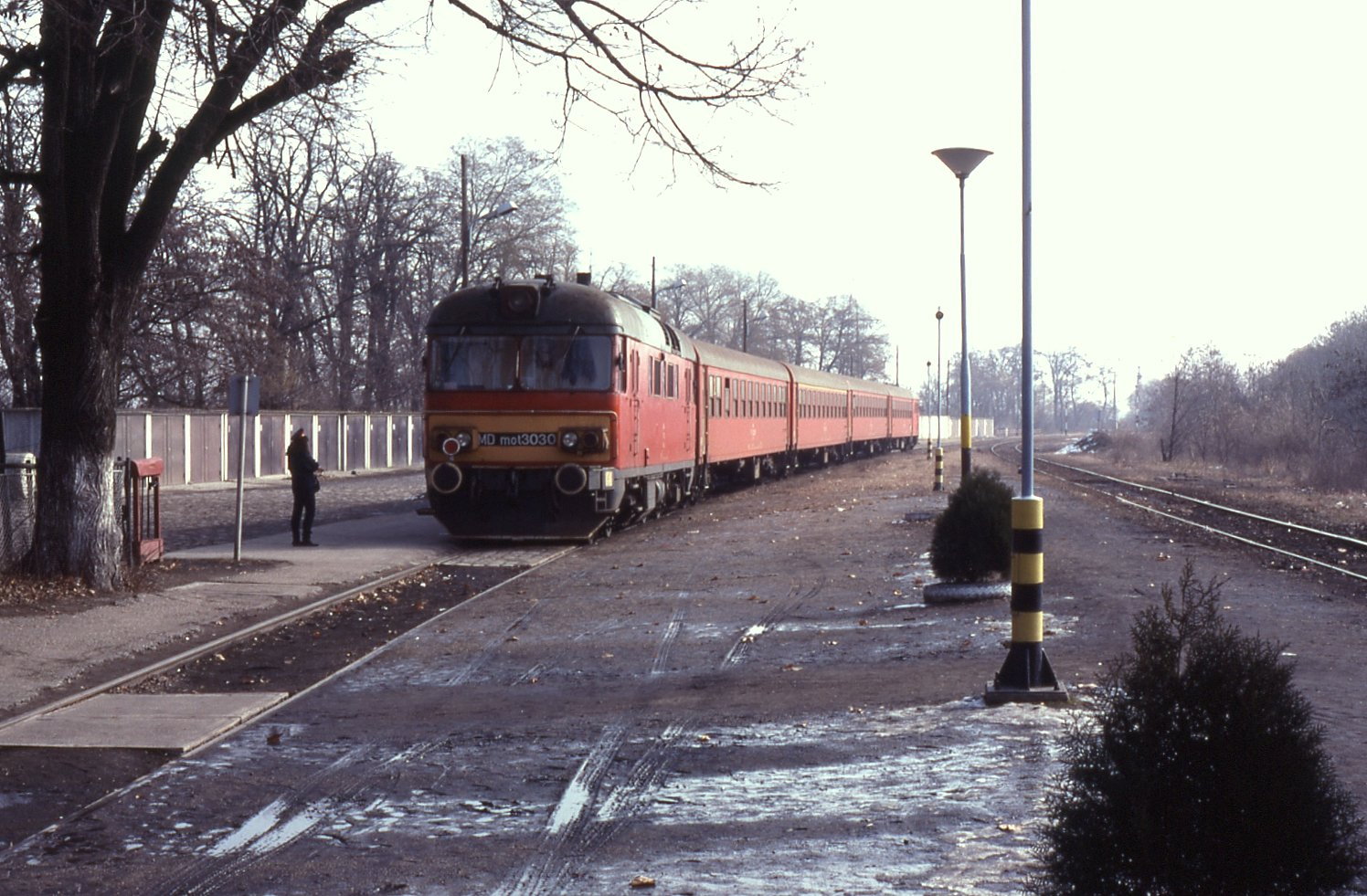
MDmot érkezik Újszeged állomásra 1993 februárjának egyik reggelén

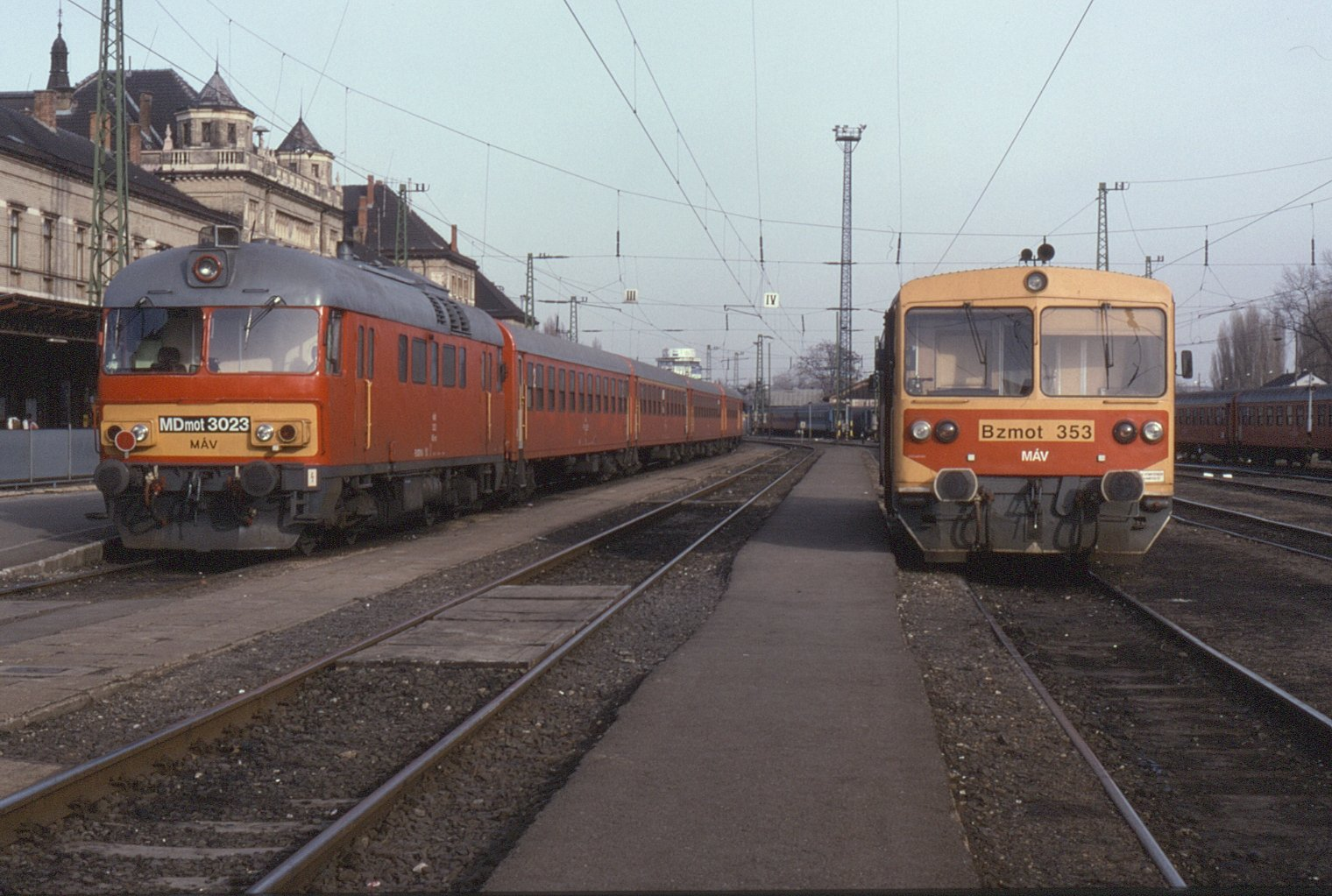
MDmot Pécsett 1998-ban

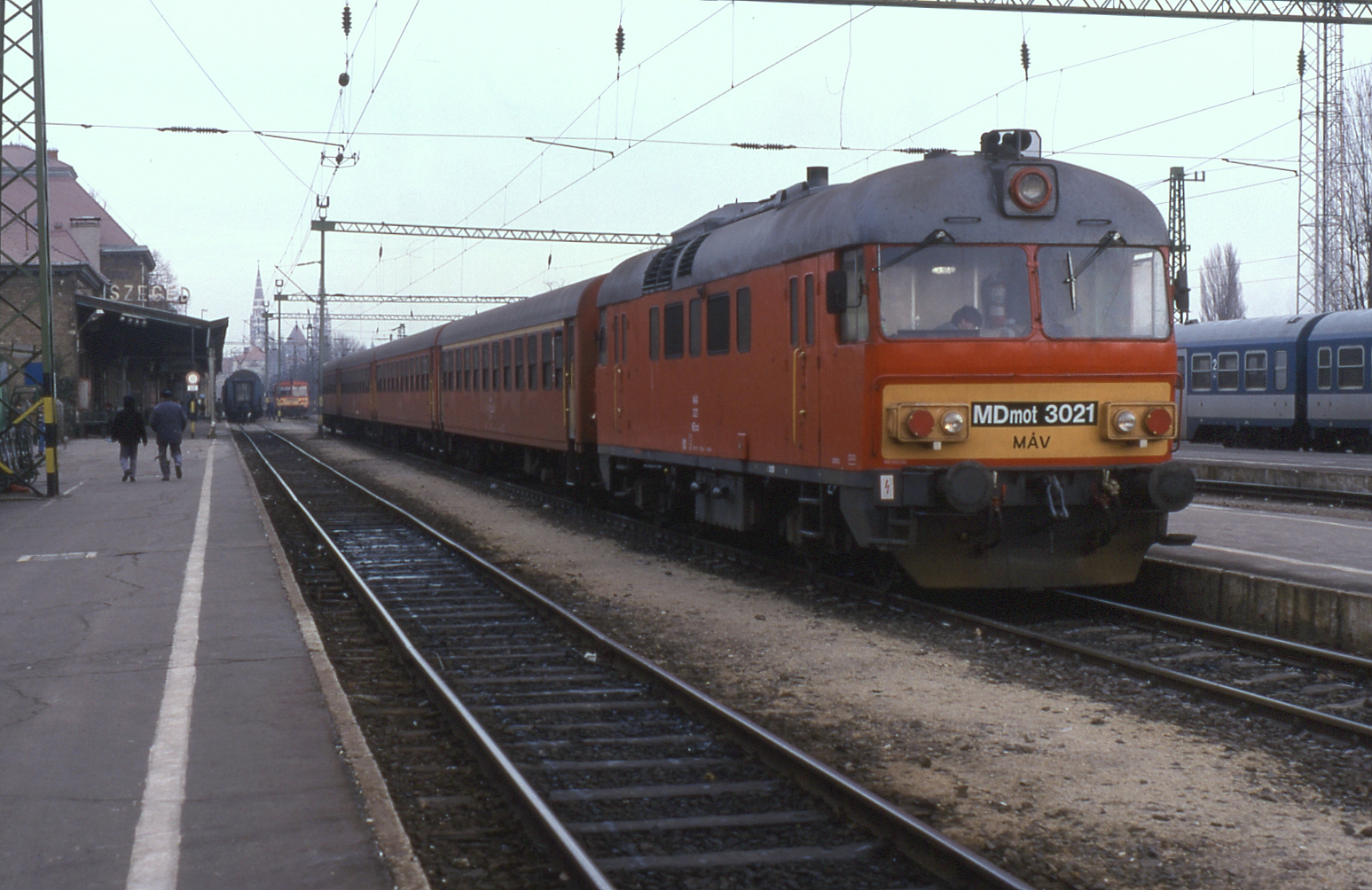
MDmot Szegeden 1998-ban

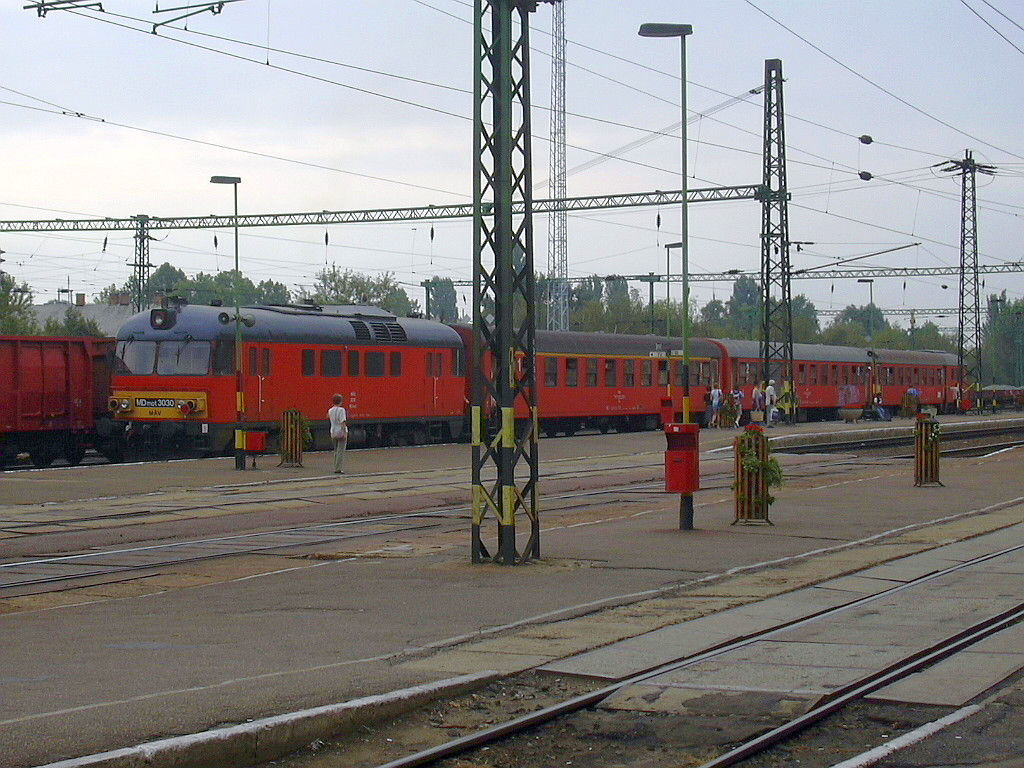
MDmot Kecskemét állomáson 2003-ban

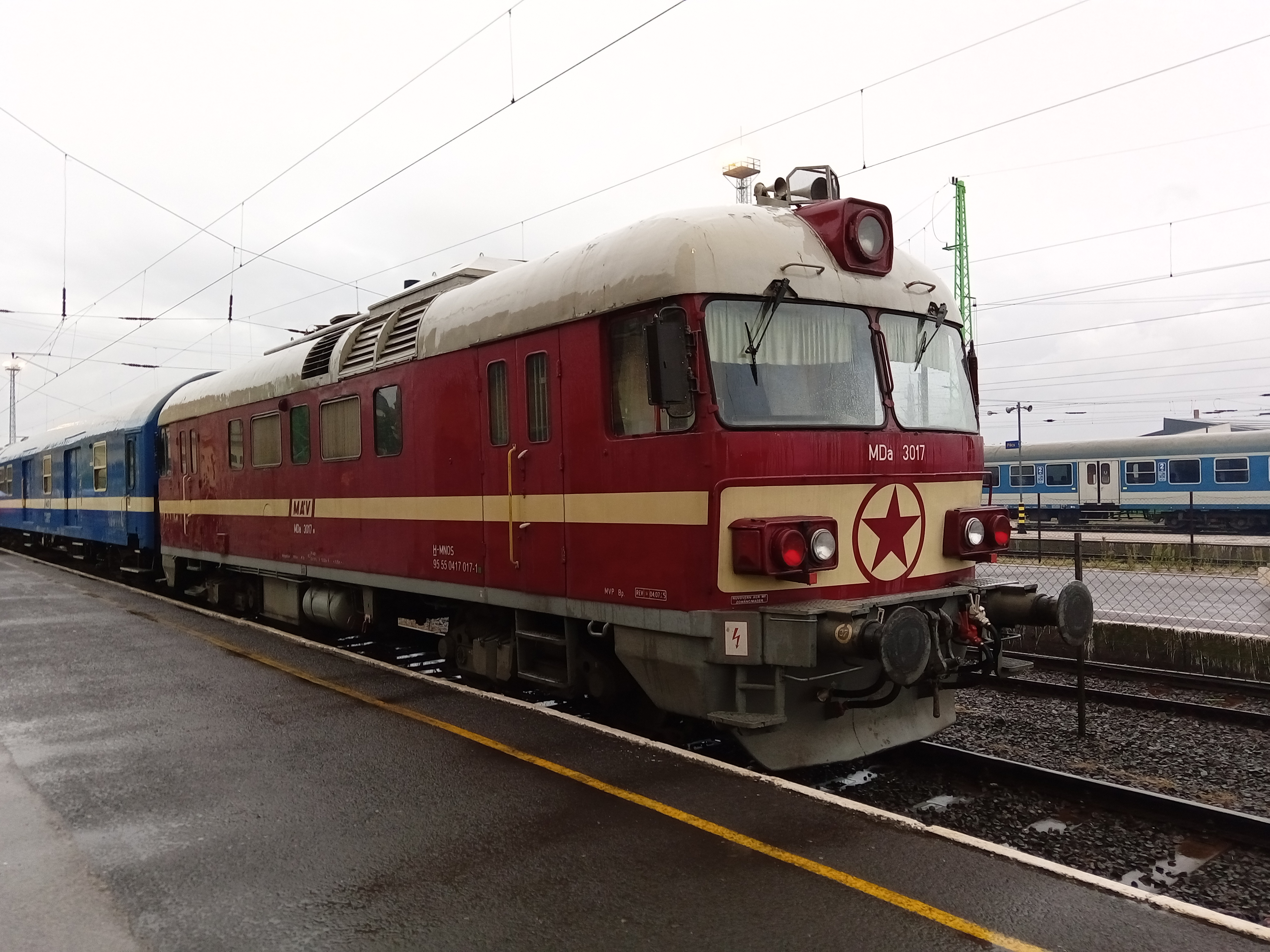
Az MDmot 3017 mozdonya retró vonatával Pécsen 2022-ben

Az MDmot sorozat a MÁV részére gyártott eredetileg hatrészes könnyű mellékvonali motorvonat poggyászmotorkocsija. A MÁV az 1960-as évek végén modernizálni szerette volna a mellékvonali járműparkját, mivel akkor ott még zömmel gőzmozdonyok, illetve az 1920-as években gyártott ABmot motorkocsik továbbították a személyvonatokat. Ezzel a céllal szerezte be az MD szerelvényeket. A motorvonatok forradalmi változást hoztak a mellékvonalak forgalmában a fővonalak kényelmét kínálva, hatalmas ugrás volt a korábbi szeneskályha fűtéses, fapados személykocsikhoz képest. Kezdetben az eredeti céljuknak megfelelően, a vicinálisok forgalmát látták el, de hamar kiderült, hogy távolsági forgalomban is megállják a helyüket. A motorkocsik tehervonatok továbbítására is alkalmasak voltak, rendszerint mellékvonalakon használták őket erre a célra. A szerelvény beceneve „Piroska” vagy „MD”. Az 1970 és 1975 között gyártott gépeket 2011-ben vonták ki végleg a menetrend szerinti forgalomból.

## Előzmények
A hatvanas években a magyar vasút sokat fejlődött. A MÁV a növekvő forgalmat egyre korszerűbb járművekkel bonyolította le. A tolatószolgálatban, majd a fővonalakon Ganz-MÁVAG és import dízelmozdonyok jelentek meg. Folyt a fővonalak villamosítása. Ehhez a Ganz Villamossági Művek és a Ganz-MÁVAG külföldi típus gyártási joga megvásárlásával korszerű villamos mozdonyokkal készült fel. A győri Vagongyár (MVG) belföldi expresszvonati és nemzetközi forgalmú, a MÁV Dunakeszi Járműjavító Üzem távolsági, elővárosi és ingavonati személykocsikat gyártott. A teherforgalom növekvő feladataihoz főleg importból, illetve Győrből és a MÁV Székesfehérvári Járműjavítótól szereztek be teherkocsikat. A keskeny-nyomtávú hálózat járműállaga is megújult. A sikerek mellett gondok is voltak. A 2500 km "i" és "c" felépítményű 120 kN-nál kisebb tengelyterhelésű mellékvonal közül 900 km-en a tengelyterhelés a 100 kN-t nem haladhatta meg. Az itt közlekedő átlag 35 éves két- és háromtengelyű Ganz motor- és pótkocsik, MÁV 275, MÁV 375 és MÁV 376 sorozatú MÁVAG gőzmozdonyok, kályhafűtéses kéttengelyes személykocsik az igényeket már nem teljesítették. A típuscserét az MVG a Rába-Balaton motor- és alumínium pótkocsikon alapuló járművekkel akarta teljesíteni. Az évtized második felében nem halaszthatták tovább az új mellékvonali személyszállító járművek beszerzését sem.
A MÁV Tölgyes Lajos főigazgató, szakosztályvezető aláírásával 1967. január 14-én 1008432/1967.I/7. C. ügyiratszámon a következő ajánlatkérést küldte a hazai gyáraknak:
A MÁV mellékvonalhálózatán történő személyforgalom lebonyolításához felhasználandó többrészes motorvonatra kérünk ajánlatot tenni, a következők szerint:

### 1. Figyelembe veendő műszaki paraméterek
- 1.1 Rendeltetés: személyszállítás, alacsony tengelynyomású mellékvonalakon
- 1.2 Megkívánt utasférőhely: minimálisan 260 ülőhely
- 1.3 Megkívánt rakterület: 1 Mp súlyú poggyász részére, amely a motorkocsiban helyezendő el.
- 1.4 Kocsiosztály: első és második, 1:3 arányban. A motorkocsiban csak második kocsiosztályú ülések helyezhetők el.
- 1.5 Elrendezés: motorkocsi + pótkocsik + vezérlő pótkocsi
- 1.6 A kocsiszerkezeti részek kialakítása: a motorkocsinak és a vezérlő pótkocsinak a betétkocsikhoz kapcsolódó homlokfelülete, valamint a betétkocsik homlokai hagyományos kocsihomlokként alakítandók ki, és gumi soufl ett- ok alkalmazandók az átjárás biztosítása érdekében.
- 1.7 Szerkesztési szelvény: tranzit
- 1.8 Alkalmazandó gépi berendezés:
  - a. Hajtó motor: import útján vásárolt, vagy licencia alapján gyártott Dieselmotorok építhetők csak be. Javasoljuk figyelembe venni a következőket:
    - SFAC- SAURER SDHR típusú Dieselmotorját, amely 6 hengeres, padló alatti elrendezésű, és teljesítménye 448 LE 1500 f/perc mellett,
    - vagy a POYAUD 6 hengeres, padló alatti elrendezésű Diesel- motort, amelynek teljesítménye 435 LE 1800 f/perc mellett,
    - vagy az MAN D 3650 HM1U típusú 12 hengeres padló alatti Diesel- motorját, amelynek teljesítménye 450 LE 1700 f/perc mellett.

  - b. Erőátviteli berendezés: tekintettel arra, hogy megfelelően kipróbált hazai erőátviteli berendezéssel tudomásunk szerint t. Cím nem rendelkezik, ezt is javasoljuk import útján beszerezni. Véleményünk szerint, megfelelő típusú Voith- Heidenheim, vagy UVA-SRM hajtómű beépítése kielégítő volna.
- 1.9 Gépi berendezés elhelyezése: padló alatt
- 1.10 Kerékátmérő: 920 mm, egységesen a motorkocsinál és a mellékkocsiknál is
- 1.11 Járműszerkezet: kéttengelyes forgóalvázak. A járműszerkezeti rész 100 km/h sebességre alkalmas kivitelben készítendő.
- 1.12 Vonó- és ütközőkészülék: könnyített
- 1.13 Sebességmérő berendezés: TELOC, alkalmas típus
- 1.14 Fékberendezés: Knorr indirekt légfék és direkt fék
- 1.15 Vezérlő berendezés: elektropneumatikus, 72 V feszültséggel, a motorkocsi és a vezérlő pótkocsi közötti távkapcsolással, és két vonategység mindkét irányban távkapcsolással történő üzemeltetési lehetősége biztosítandó.
- 1.16 Világítás: 72 V feszültségű, egyenárammal
- 1.17 Fűtés: gázolaj tüzelésű hőkicserélős levegő fűtés
- 1.18 Maximális sebesség: 70 km/h, amely a hajtó fogaskerekek cseréjével 100 km/h értékre kell, hogy felemelhető legyen.
- 1.19 Maximális tengelynyomás: 10 Mp+5%, amely 80 kp/utas utassúly és 1,5 értékű biztonsági tényező figyelembe vételével számítandó
- 1.20 Legkisebb kanyarulati sugár, amelybe a vonat behaladhat: 120 m
- 1.21 Gázolaj felvétel nélkül bejárható úthossz: minimálisan 500 km
- 1.22 Zajvédelem: a vezetőtéri és az utastéri maximális zajszintre kérjük szíveskedjenek az ajánlatban előzetes vállalást tenni.
- 1.23 Futásjóság: a kocsik futásjóságára is kérjük szíveskedjenek az ajánlatban előzetes vállalást tenni.

### Várható megrendelések
- 2.1 Összes mennyiség: 150 db vonategység
- 2.2 Évi leszállítható mennyiség: 30 db vonategység

### Szállítási határidők
- 3.1 Prototípusok: 2 db vonategység 1968. év szeptember 30-ig
- 3.2 Az első 30 db-os sorozatra: 1970. év július 31-ig, és ezt követően évenként 30 db vonategység folyamatosan. Kérjük, szíveskedjenek felhívásunkra a várható beszerzési költségekre is kiterjedő ajánlatukat megtenni, és azt a KPM. I. Gépészeti Szakosztálynak megküldeni. Az ajánlat megküldésének határideje: 1967. március 31.

A MÁV felhívására az MVG és a Ganz-MÁVAG élénken reagált. Az MVG a Rába-Balaton járművekhez hasonlókat kínált, de a MÁV a korábbi rossz tapasztalatok miatt ezeket bizalmatlanul fogadta. A Ganz-MÁVAG 1967. március elejére a MÁV igényei szerinti ajánlatot készített. A Gáspár György által aláírt, 1967. március 9-i szerinti, 82990 mm ütközők közötti hosszú, 100 kN tengelyterhelésű, 70/100 km/h sebességű négyrészes vonat egyvezetőállásos, 40 2. osztályú ülőhelyes és poggyászteres motor-, egy-egy 60 ülőhelyes 1. és 80 ülőhelyes 2. osztályú pót-, illetve 80 ülőhelyes 2. osztályú vezérlőkocsiból állt. A hajtást 500 LE (331 kW) teljesítményű 6HF 18/19 padlóalatti dízelmotor HM512- 50 háromfokozatú hidromechanikus sebességváltón át biztosította. A pótkocsik oldalain a két egyszárnyú ajtó az utasteret nagy és két kis részre osztotta. A gyárban főleg Geiger Lajos elgondolása szerint más javaslat is készült. Az 1967. március végi jellegrajz ötrészes, poggyász motor- és négy pótkocsiból álló szerelvényt mutatott. A Ganz-MÁVAG négy ok miatt javasolt ilyen motorkocsit. Az elmaradó utas terhelés miatt a MÁV kis tengelyterhelés igénye könnyebben betartható. A járműbe bevált, több száz hazai és export motorkocsiban kitűnően üzemelő dízelmotor és sebességváltó kerülhet. A típus 600 t tömegű tehervonatot is továbbíthat, és megoldódik a vonatfűtés.
Szempont volt az is, hogy a MÁV mellékvonali motorvonatokat akart, de a döntéshozók egy része a mozdonyos vontatást előnyösebbnek tartotta. Így a gyár mozdonyvontatású szerelvényt kínálhatott. A javasolt vonat motor-, két 2. osztályú 80 és egy 1. osztályú 60 ülőhelyes pót- és 2. osztályú 72 ülőhelyes vezérlőkocsiból állt. A három felszálló előteres, két WC-vel és két azonos utastérrel rendelkező pótkocsikat három egyszárnyú ajtóval tervezték. A vezérlőkocsiban két WC és peron volt. A 104750 mm ütközők közötti hosszú, 100 kN tengelyterhelésű, 70/100 km/h végsebességű vonatot a motorkocsi gépterében lévő 1250 1/min fordulatszámon 800 LE (584 kW) teljesítményű, tizenkéthengeres 12VFE 17/24 dízelmotor HM 612-22 hidromechanikus sebességváltón át hajtotta. A kb. 200 t tömegű szerelvény fajlagos teljesítménye 4 LE/t volt, ami az akkori Ganz mellékvonali vonatok 1,5-2 LE/t értékéhez képest nagy változás volt. A MÁV úgy fogadta el a gyár második ajánlatát, hogy az három 2. osztályú pótkocsis hatrészes vonat legyen. A MÁV az 1967. szeptember 1- jei 31-1500/69. sz. levélben közölte a gyárral, hogy az 1969-ben szállítandó két prototípusra Megrendelés Tervezet- et harminc napon belül küldenek. 1967. második felében a Vagontervezési és Szerkesztési Osztály Gáspár György vezetésével már nagy ütemben tervezte a vonatot. A típusfelelős és a gépapplikáció vezetője Geiger Lajos, járműszerkezeti segítői Szondy György, Wellmann György és Bayer József voltak. A villamos berendezésnél Erőss János és Solthy László nevét említjük. A munkaszámvezető Mező Zoltánnak a motorkocsi homlok kialakításánál szabadalma is volt. Munkáját Vitárius László segítette. A gyár a prototípus vonat WgL. 1027/1 műszaki leírását, a jellegterveket és más dokumentumokat 1967. december végén adta be az Oroszváry László osztályvezető által irányított KPM I/7 C. Diesel és Villamos Osztály- ra, ahol azokat Szórádi Ervin mérnök főintéző vezetésével 1968. február 26-án, a 102817/ 1968.7.C. iktatószámon jóváhagyták. A MÁV Anyaggazdálkodási és Ellátási Igazgatóság a 21593000 Ft árú 2 prototípust 1968. december 12-én a 34-1500/1969. levéllel, 1969. december 20. határidőre rendelte meg. 
A megrendelést a MÁV-tól Oroszváry László, Szórádi Ervin, Rosta László, Zalaváry Zoltán és Lánczos Péter, a gyárból Forgó Sándor, Kubesch Erik, Schaffer Károly és Szladek László írták alá. Az irat szerint az egyik vonat 100, a másik 70 km/h végsebességű lesz, úgy, hogy tartalékként a másik áttételt is szállítják. A motorkocsik számozása 3001-gyel kezdődik. A 2. o. pótkocsik középszáma 20-07, az 1. osztályúké 10-07 lett. A számozás 000-val indult. A MÁV a vezérlőkocsi jelölését érvényes UIC-előírás hiánya miatt később adta meg. A típus neve MDa motorvonat lett, bár a MÁV nem tekintette zárt vonatnak. A Ganz-MÁVAG a két prototípus gyártását 1969. ősz végére fejezte be. Egyértelmű volt, hogy sikerük esetén a MÁV évente 8-10 ilyen vonatot rendel. A motorkocsik közül az első 1969. december 10-ig, a másik december 15-ig elkészült. A két meggypiros, az oldalakon fehér csíkos vonat motor-, három 2. és egy 1. osztályú pót-, és 2. osztályú vezérlőkocsiból állt. A motor- és a vezérlőkocsi homlokain krémsárga alapon nagy vöröscsillag volt. A motorkocsik sorozatjele és pályaszáma MDamot 3001 és 3002, a pótkocsiké Bavx 20-27 000- 005 és Aavx 10-27 000-001, a vezérlőkocsiké Batx 27- 27 000-001 lett. A motorkocsi gépi berendezése az 1967. évi ajánlat szerint készült.

## Felépítése
A dízelmotor géptérben volt. A tágas vezetőállásokba a poggyásztereken át lehetett jutni. A jó kilátást háromrészes homlok- és oldalablakok biztosították. Az MDamot 3001-be a 26751, a 3002-be a 26752 gyári számú dízelmotor került. Az előbbi 100, az utóbbi 70 km/h végsebességű volt. A fénycső világítású termes elrendezésű pótkocsik könnyű kivitelű, forgóvázas fővonali személykocsiknak feleltek meg. Az energiát tirisztoros statikus áramátalakító útján generátorról, illetve akkumulátorról kapták. E járművek más mozdonnyal vontatott vonatokba is besorozhatók lettek. A vezérlőkocsi egyik vége a motor-, másik vége a pótkocsikéval megegyezett. A vezetőállás és utastér között volt a négy pótkocsi fűtésére szolgáló önműködő szabályozású villamos vonatfűtő berendezés. Ennek erőforrása 130 LE (95 kW) teljesítményű Rába- MAN D2156 HM6 dízelmotor volt, amely 1500 1/min fordulatszámon hajtotta a szinkrongenerátort. A fűtési feszültség 1500 V, 50 Hz. 
A motorkocsi hajtott forgóváza nagy előrelépés volt a gyár korábbi típusaihoz képest. Megjelent az első terelőkaros csapágyvezetésű és gumirugós szekrény-alátámasztású típus. A Gáspár György és Zupán Péter vezetésével, Juhász Ernő és Baranyai István közreműködésével tervezett forgóváz súrlódó, kopásnak kitett alkatrészt nem tartalmazott. A kerékpárok a tömegcsökkentés miatt kétszeresen hullámosított keréktárcsákkal készültek. A gyár az MDaknál szerzett kedvező tapasztalatok alapján létrehozta az 1972-ben a prágai Európai Innovációs Konferencián nagydíjjal jutalmazott univerzális forgóváz típuscsaládot. Ennek változataiból 20 éven át több ezer darab készült Brazília, Egyiptom, Görögország, Jugoszlávia, Szíria, Szudán, Tunézia, Új-Zéland és Uruguay részére. Az egyiptomi SEMAF licencvásárlás révén folytatta a gyártást, és az arab országban szabvány típus lett. A pótkocsik alá az Egyiptom részére gyártott luxus vonatok kiváló futású, kétlépcsős rugózású futó forgóváza továbbfejlesztett változata került. A típust a kis súrlódású késéles ingafelfüggesztés, hosszú párhuzamos inga és bizonyos keresztirányú elmozdulás után kétlépcsős progresszív visszatérítő erőt biztosító rugólapok jellemezték. Később a motorkocsi két, és a vezérlőkocsi vezető forgóváza a kanyargós mellékvonalakon való közlekedés miatti kopások mérséklésére automata nyomkarimakenő berendezést kapott. A vonat fél-önműködő távvezérlésénél a vezető a dízelmotor teljesítményét és a sebességet szabályozta. A megfelelő sebességfokozat kiválasztását az önműködő villamos sebességérzékelő és kapcsoló berendezés végezte. Egy vezetőállásból két hatrészes vonat volt vezérelhető. A járművekbe Intendon elektronikus időfüggésű éberségi berendezés került. A gondos tervezés és a tömegcsökkentésre irányuló intézkedésekkel a terhelt motorkocsi tömege nem haladta meg a 42 tonnát, így a 105 kN legnagyobb tengelyterhelést betartották. A pótkocsik max. tengelyterhelése 87-93 kN volt.
A MÁV Anyaggazdálkodási és Ellátási Igazgatóság a 20,5 millió Ft-ba kerülő nyolc nullszéria vonatot 1969. május 27-én, a prototípusok elkészülte előtt, a 34-1604/1969. levéllel rendelte meg. A műszaki leírást a KPM Vasúti Főosztály 1969. július 30-án fogadta el. Az aláírók a MÁV részéről Tilly Károly, Lánczos Péter, Zalaváry Zoltán és Windisch Ede, a gyárból Gáspár György, Mező Zoltán és Geiger Lajos voltak. A Ganz-MÁVAG-ban a motorkocsik a Mozdony-, a kocsik a Vagongyáregység termékei voltak. A két gyáregységben az MDamot 3003- 3010 pályaszámú motor-, Bavx 20-27 006- 029 pályaszámú 2. osztályú pót-, Aavx 10-27 002- 009 pályaszámú 1. osztályú pót- és Batx 27-27 002- 009 pályaszámú 2. osztályú vezérlőkocsikból álló 8 vonat 1970 végéig elkészült. A nagyüzemben előbb a motorkocsik házi próbái voltak, majd a Motorpróbaállomás melletti kijárati vágányon összeállt a hatrészes vonat. Ennek is elvégezték vizsgálatait, méréseit. A futópróbák főleg a kelebiai vonalon voltak. A hatósági próbáknál a vonatok Budapest és Győr, a motorkocsik Győr és Mosonmagyaróvár között fékmozdonnyal külön is vizsgáztak. (Szentesi mozdonyvezetők tájékoztatása szerint ilyenkor még 120 km/h-val is mentek. A motorkocsi e sebességen is kitűnően futott, de 121 km/h-nál a gyorsmegállító közbeszólt). 
1971-ben 10 MDa vonat és 2 tartalék motorkocsi gyártását tervezték. A két gyáregységben 1971-ben elkészültek az MDamot 3011- 3022 pályaszámú motor-, a Bavx 20-27 030- 059 pályaszámú 2. osztályú pót-, az Aavx 10-27 010- 019 pályaszámú 1. osztályú pót- és a Batx 27-27 010- 019 pályaszámú 2. osztályú vezérlőkocsi. Az 1972-ben gyártott 10 MDa egységára továbbra is 20,5 millió Ft volt. Ekkor elkészült. az MDamot 3023- 3032 pályaszámú motor-, a Bavx 20-27 060- 089 pályaszámú 2. osztályú pót-, az Aavx 10-27 020- 029 pályaszámú 1. osztályú pót- és a Batx 27-27 020- 029 pályaszámú 2. osztályú vezérlőkocsis vonatok. 1972. július 18-án a gyár pártbizottsága és a vszt, a Központi Bizottság határozat utáni kormányintézkedések alapján módosított vállalati negyedik ötéves tervről tárgyalt. Az 1975-ig esedékes MÁV szállítások a beruházásokat korlátozó állami intézkedések miatt több százmillió forinttal csökkentek.
A KPM Vasúti Főosztály MÁV Vezérigazgatóság 1974. október 22-i 110824/1974.7.B rendelete az 1975 után is közlekedő két- és négytengelyes kocsik új fő- és alsorozat jeleit ismertette. Eszerint az MDa motorvonatoknál a 10-05 középszámú Aavx sorozatú 1. o. pótkocsik sorozatjele Ax, a 20-05 középszámú Bavx sorozatú 2. o. pótkocsiké Bx, míg a 27-05 középszámú Batx sorozatú 2. o. vezérlőpótkocsik új jele Btx lett.
1975 első negyedévében újabb 10 MDa-t adtak át. A 21 millió Ft egységárú vonatok az MDamot 3033- 3042 pályaszámú motor-, a Bx 20-05 090- 119 pályaszámú 2. osztályú pót-,az Ax 10-05 030- 039 pályaszámú 1. osztályú pót- és a Btx 27-05 030- 039 pályaszámú 2. osztályú vezérlőkocsikból álltak. Bár a MÁV korábban 60-70 MDa beszerzését tervezte, 1975. után több nem készült. Az iparvezetés a gyártól minél több dollár elszámolású vasúti jármű exportot várt. A hetvenes évek közepén jó pár tőkés megrendelés érkezett, de folyamatos feladat volt a Szovjetunióba államközi szerződéssel menő rubel elszámolású évi 20-30 dízelvonat is. A Ganz-MÁVAG vagongyártó kapacitását az 1975 utáni évekre export típusok teljesen lekötötték. Ugyanakkor a MÁV a nagy befogadóképesség miatt sem akart újabb MDa-kat. 1975-ben a figyelem a padló alatti dízelmotoros, könnyű felépítésű járművek felé irányult. A gyár ilyennel nem rendelkezett. A MÁV az MDa árát magasnak találta. Ez sok vitát eredményezett. Sok mellékvonal jövője kétséges volt. Mindezek az MDa-k gyártásának leállítását eredményezték. 
A MÁV Állomásítási Jegyzék. Érvényes 1974. október 1-től iratban már az 1975-ös MDa-k is szerepelnek. A 42 vonat közül 17 a Szegedi Igazgatóság, 12 a Pécsi Igazgatóság, 9 a Debreceni Igazgatóság, 4 a Szombathelyi Igazgatóság állagába tartozott. A motorkocsik elosztása a következő volt: Szegedi Igazgatóság, Szentes VF: 17 db (3001-3004, 3007, 3013, 3019-3021, 3029, 3030, 3034-3037, 3041 és 3042) Pécsi Igazgatóság (Pécs VF és Kaposvár VF): 12 db (3005, 3006, 3008-3012, 3015, 3022-3024, 3028) Szombathelyi Igazgatóság (Szombathely VF és Zalaegerszeg VF): 4 db (3014, 3016-3018) Debreceni Igazgatóság (Debrecen VF és Nyíregyháza VF): 9 db (3025-3027, 3031-3033, 3038-3040).

## Az utolsó évek

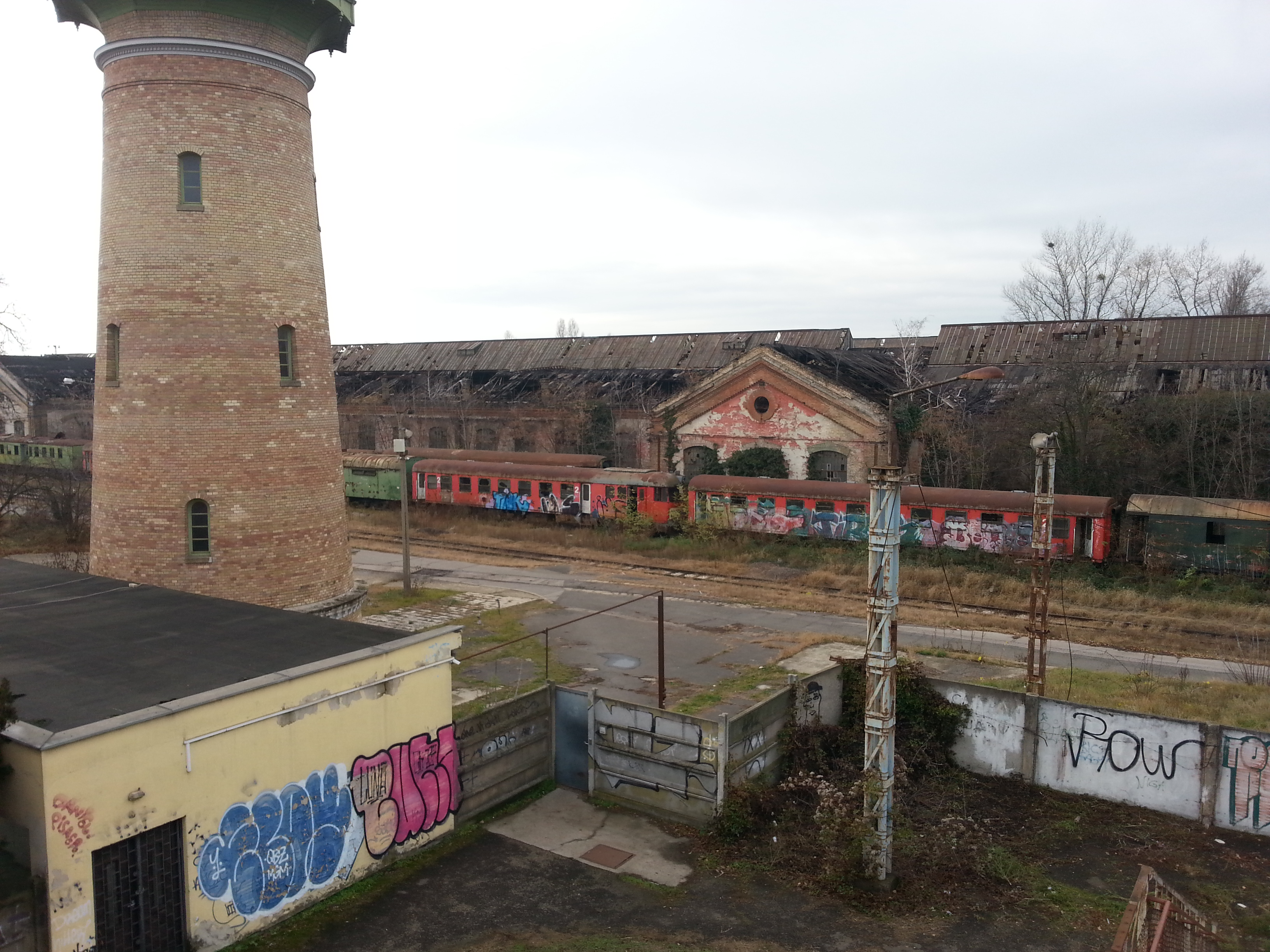
Forgalomból kivont MDmot vezérlőkocsi és betétkocsi az Istvántelki Főműhely területén 2021-ben

A motorvonatok egészen 2005-ig majdhogynem teljes létszámban dolgoztak, ekkor történt az első jelentősebb selejtezés a motorkocsik között (3026, 3033, 3040, 3042). Ugyanebben az évben vonták ki a vonatokat Szentesről, helyüket a MÁV 416 sorozatú motorvonatok vették át. Ezután Pécsről búcsúztak el 2009. december 18-án. Utoljára a debreceni fűtőházban üzemelt egy szerelvény, 2011. június 17-ig rótta köreit a 106-os vonalon. A 3006-os gép és 016-os vezérlő által vontatott szerelvény búcsúmenete után a helyüket Bzmot szerelvények és az egyetlen Iker-Bz vette át.
Elsőként Btx 035-öst selejtezték baleset miatt 1992-ben, majd a hozzá tartozó betétkocsikat (Ax 035, Bx 105, 106, 107) pedig 1995-ben. Az elsőként selejtezett motorkocsi a balesetben megsérült 3029 volt, 2000. december 19-én. 1999 és 2005 között az első 11 szerelvény mellékkocsijait (Ax 000-010, Bx 000-032, Btx 000-010) fővizsgájuk lejárta után selejtezték. Az első osztályú mellékkocsikat 2004-ig kivonták a forgalomból és a többi egység is erősen megfogyatkozott. A selejtezések sorát a 3026, 3033, 3040, 3042 négyes, 2005. május 24-én folytatta. Ekkor ment el az utolsó MD szerelvény is Szentesről, ott már csak 3 motorkocsi maradt (MDmot 3034 üzemképesen, 3035 és 3041 pedig már leállítva). Szintén 2005-ben a Vasúttörténeti Parkba vitték az Ax 009, Bx 027, Btx 009 szerelvényt. Utánuk 2006. november 7-ével selejtezték a 3001, 3008, 3009, 3011, és 3019-es motorkocsikat, majd ugyanezen év december 12-én a 3035-öst és a 3041-est. 2007-ben fővizsgáztattak utoljára MD-szerelvényt, ekkortól már minden szerelvény leállt a fővizsgája végével.  
2008 szeptember 4-én, már a bontóban selejtezték a 3037 és 3039-es gépeket, szeptember 17-én Debrecenben a 3013-ast, szeptember 18-án pedig Pécsett a 3010, 3012, 3023 hármast. A 3017-es motorkocsit 2009-ben, leállítása után a Vasúttörténeti Parkba szállították, a Bx 075, 076, Btx 025 szerelvénnyel együtt. 2009 december 18-án az utolsó szerelvény (Bx 034, 098, Btx 011) is átköltözött Pécsről Debrecenbe. 2010 tavaszán az utolsó 2 Pécsi motorkocsit, a 3004-est, és a 3034-est is Debrecenbe vitték. Ekkor még 6 szerelvény (Btx 011, 016, 019, 024, 032, 036), és 6 motorkocsi (MDmot 3003, 3006, 3015, 3022, 3025, 3038)közlekedett + Debrecenbe érkezése után a 3004 is újra munkába állt.  
A Vasúttörténeti park 10. évfordulójára, 2010 augusztusában eredeti színére visszafestették az MDmot 3017, Ax 009, Bx 075, Btx 025 szerelvényt. 2010 június 3-án selejtezték a 3007, 3021, 3032, és 3036-os motorkocsikat. 2010 október végére csak 3 szerelvény, és 4 motorkocsi maradt üzemben (MDmot 3003, 3004, 3006, 3022, Btx 011, 016, 019). 2010 novemberében lejárt Btx 011 fővizsgája, ugyanezen év november 28-án selejtezték a 3028 és 3031-es motorkocsikat, december 2-án pedig a 3034-est. Innentől már csak a Debrecen–Nagykereki (106) vasútvonalon lehetett MD-vel találkozni. 2011-ben a 3003-as motorkocsi visszatért eredeti otthonába, Szentesre, azzal a céllal, hogy a helyi Vasúttörténeti Múzeumban kiállítják. 2011. január 12-én leállt MDmot 3004, valamint Btx 019 és szerelvénye, majd 2011 január végén MDmot 3022. Innemtől csak 1 szerelvény közlekedett, összeállítása MDmot 3006, Bx 50-55 20-05 049-1, 50-55 20-05 050-9, és Btx 50-55 27-05 016-3 volt. A fővizsgája 2011 június 3-án lejárt, ezt követően a MÁV még 2 hétig használhatta. Utolsó szolgálata 2011 június 17-én, a Délutan 3-kor Debrecenből induló majd 5 körül visszaérkező 36724-36713 vonatpár volt. Az utolsó menetrend szerinti vonat után a 3006 és 3022 még használatban voltak kocsirendezés céljából(Szolnokon). A 2012-es vasutasnapon átadták Szentesen a renovált 3003-ast.  
2013-ban majdnem az összes még állományban lévő MD-t selejtezték – pár motorkocsi kivételével mindent: április 2-án a 3002, 3005, 3018, és 3022-eseket, egy nappal később a 3024-est, november 27-én csak betétkocsikat, majd december 3-án a 3027-est. 2013. szeptember 6-án a MÁV Rail Tours levizsgáztatta az üzemképessé tett 3017-est. Miután megfutotta futópróbáját ismét üzemképes állapotú járműként van számontartva, és a MÁV Rail Tours Kft. kötelékében szolgál. 2014 augusztus 14-én selejtezték – üzemképes állapotban – a 3006-ost. Ekkor már betétkocsik is alig voltak: a megőrzött példányokon kívül Bx 058, 059, 081, 082, 099, 103, 112, 113, valamint Btx 011 és 016 – ezen kocsikat 2017-ig elbontották. 2018 május 30-án a 3030-as motorkocsit Szolnokról Istvántelekre szállították, az üzemkepéssé tétel szándékával. Ugyanezen év szeptember végén Debrecenben szétvágták a 3006-ost, és a 3024-est, majd lehozták Szolnok magasfogadóról a 3038-ast. A 3038 2020-ban, Pocsaj-Esztár vasútállomáson lett kiállítva. Utolsóként MDmot 3004, 3015, 3020, és 3025 került selejtezésre, 2021 március 23-án. Ezt követően a következő járművek maradtak meg: MDmot 3003, 3017, 3030, 3038, 10-05 009 Ax, 20-05 027, 075, 076 Bx, 27-05 009, 025, 039 Btx. 2024 július 16-án a 3030-ast a Vasúttörténeti Parkba szállították, ahol megkezdődött jelenleg is tartó üzemképessé tétele. 

## MDmot vonatok eredeti összeállítása
| Poggyászmotorkocsi | Betétkocsik 2. o. (Bx) | Betétkocsik 2. o. (Bx) | Betétkocsik 2. o. (Bx) | Betétkocsi 1. o. (Ax) | Vezérlőkocsi 2. o. (Btx) |
| MDmot 3001         | 20-05 000              | 20-05 001              | 20-05 002              | 10-05 000             | 27-05 000                |
| MDmot 3002         | 20-05 003              | 20-05 004              | 20-05 005              | 10-05 001             | 27-05 001                |
| MDmot 3003         | 20-05 006              | 20-05 007              | 20-05 008              | 10-05 002             | 27-05 002                |
| MDmot 3004         | 20-05 009              | 20-05 010              | 20-05 011              | 10-05 003             | 27-05 003                |
| MDmot 3005         | 20-05 012              | 20-05 013              | 20-05 014              | 10-05 004             | 27-05 004                |
| MDmot 3006         | 20-05 015              | 20-05 016              | 20-05 017              | 10-05 005             | 27-05 005                |
| MDmot 3007         | 20-05 018              | 20-05 019              | 20-05 020              | 10-05 006             | 27-05 006                |
| MDmot 3008         | 20-05 021              | 20-05 022              | 20-05 023              | 10-05 007             | 27-05 007                |
| MDmot 3009         | 20-05 024              | 20-05 025              | 20-05 026              | 10-05 008             | 27-05 008                |
| MDmot 3010         | 20-05 027              | 20-05 028              | 20-05 029              | 10-05 009             | 27-05 009                |
| MDmot 3011         | 20-05 030              | 20-05 031              | 20-05 032              | 10-05 010             | 27-05 010                |
| MDmot 3012         | 20-05 033              | 20-05 034              | 20-05 035              | 10-05 011             | 27-05 011                |
| MDmot 3013         | 20-05 036              | 20-05 037              | 20-05 038              | 10-05 012             | 27-05 012                |
| MDmot 3014         | 20-05 039              | 20-05 040              | 20-05 041              | 10-05 013             | 27-05 013                |
| MDmot 3015         | 20-05 042              | 20-05 043              | 20-05 044              | 10-05 014             | 27-05 014                |
| MDmot 3016         | 20-05 045              | 20-05 046              | 20-05 047              | 10-05 015             | 27-05 015                |
| MDmot 3017         | 20-05 048              | 20-05 049              | 20-05 050              | 10-05 016             | 27-05 016                |
| MDmot 3018         | 20-05 051              | 20-05 052              | 20-05 053              | 10-05 017             | 27-05 017                |
| MDmot 3019         | 20-05 054              | 20-05 055              | 20-05 056              | 10-05 018             | 27-05 018                |
| MDmot 3020         | 20-05 057              | 20-05 058              | 20-05 059              | 10-05 019             | 27-05 019                |
| MDmot 3021         |                        |                        |                        |                       |                          |
| MDmot 3022         |                        |                        |                        |                       |                          |
| MDmot 3023         | 20-05 060              | 20-05 061              | 20-05 062              | 10-05 020             | 27-05 020                |
| MDmot 3024         | 20-05 063              | 20-05 064              | 20-05 065              | 10-05 021             | 27-05 021                |
| MDmot 3025         | 20-05 066              | 20-05 067              | 20-05 068              | 10-05 022             | 27-05 022                |
| MDmot 3026         | 20-05 069              | 20-05 070              | 20-05 071              | 10-05 023             | 27-05 023                |
| MDmot 3027         | 20-05 072              | 20-05 073              | 20-05 074              | 10-05 024             | 27-05 024                |
| MDmot 3028         | 20-05 075              | 20-05 076              | 20-05 077              | 10-05 025             | 27-05 025                |
| MDmot 3029         | 20-05 078              | 20-05 079              | 20-05 080              | 10-05 026             | 27-05 026                |
| MDmot 3030         | 20-05 081              | 20-05 082              | 20-05 083              | 10-05 027             | 27-05 027                |
| MDmot 3031         | 20-05 084              | 20-05 085              | 20-05 086              | 10-05 028             | 27-05 028                |
| MDmot 3032         | 20-05 087              | 20-05 088              | 20-05 089              | 10-05 029             | 27-05 029                |
| MDmot 3033         | 20-05 090              | 20-05 091              | 20-05 092              | 10-05 030             | 27-05 030                |
| MDmot 3034         | 20-05 093              | 20-05 094              | 20-05 095              | 10-05 031             | 27-05 031                |
| MDmot 3035         | 20-05 096              | 20-05 097              | 20-05 098              | 10-05 032             | 27-05 032                |
| MDmot 3036         | 20-05 099              | 20-05 100              | 20-05 101              | 10-05 033             | 27-05 033                |
| MDmot 3037         | 20-05 102              | 20-05 103              | 20-05 104              | 10-05 034             | 27-05 034                |
| MDmot 3038         | 20-05 105              | 20-05 106              | 20-05 107              | 10-05 035             | 27-05 035                |
| MDmot 3039         | 20-05 108              | 20-05 109              | 20-05 110              | 10-05 036             | 27-05 036                |
| MDmot 3040         | 20-05 111              | 20-05 112              | 20-05 113              | 10-05 037             | 27-05 037                |
| MDmot 3041         | 20-05 114              | 20-05 115              | 20-05 116              | 10-05 038             | 27-05 038                |
| MDmot 3042         | 20-05 117              | 20-05 118              | 20-05 119              | 10-05 039             | 27-05 039                |